# Махадзангазух
1. перенаправление Mahajangasuchus